# でみめん
『でみめん』は、イグニスの100％子会社である株式会社ラップランドより配信されているスマートフォン用ゲームアプリ。2018年12月12日サービス開始。基本プレイ無料 (アイテム課金制)。2019年12月12日をもってサービスを終了した。

## 内容
登場人物は8割以上が人間以外と、人外のキャラが活躍するコミカルなシューティングゲーム。

## 登場人物
トラップ
声 - 増田俊樹
身長：50cm / 体重：72kg / 誕生日：8月5日 / 血液型：AB型 / 年齢：23歳
卑屈になりがちで皮肉屋。鍵のついた宝箱に潜む。
シンハー
声 - 井野優
身長：182cm / 体重：65kg / 誕生日：9月29日 / 血液型：B型 / 年齢：5歳＋40歳
パブを経営している青年。赤毛で牡羊の角がある。
リングネス
声 - 岡林史泰
身長：190cm / 体重：82kg / 誕生日：1月13日 / 血液型：B型 / 年齢：32歳
責任感が強い頼れる同僚。体色が黒い獣人。
ベックス
声 - 宮下栄治
身長：320cm / 体重：570kg / 誕生日：11月25日 / 血液型：A型 / 年齢：27歳
手先が器用な鍛冶屋。黒髪で筋肉質の巨人。
ヒューガルデン
声 - 三浦勝之
身長：175cm / 体重：79kg / 誕生日：2月4日 / 血液型：O型 / 年齢：52歳
森で暮らす寡黙な男性。狼の頭と尻尾を持つ。
サタン
声 - 入江玲於奈
身長：145cm / 体重：12kg / 誕生日：3月15日 / 血液型：B型 / 年齢：8歳
陽気なお花屋さん。一つ目でゲル状になれる。ウルケルに似ているが体色が水色。
タイガー
声 - 伊丸岡篤
身長：232cm / 体重：222kg / 誕生日：5月30日 / 血液型：A型 / 年齢：46歳
筋肉と酒をこよなく愛する豪傑。虎の頭を持つ。
オルヴァル
声 - 堀之内仁
身長：178cm / 体重：65kg / 誕生日：2月27日 / 血液型：A型 / 年齢：19歳
過保護に育てられた純粋無垢な第二王子。
ランビック
声 - 杉田智和
身長：181cm / 体重：71kg / 誕生日：4月25日 / 血液型：O型 / 年齢：23歳
勤勉実直な第一王子。
シュヴァルツ
声 - 武内駿輔
身長：190cm / 体重：69kg / 誕生日：11月9日 / 血液型：B型 / 年齢：102歳
辛辣な言葉を発する開業医。薬箱を腰に装着している。
エルディンガー
声 - 坂巻亮侑
身長：188cm / 体重：66kg / 誕生日：11月9日 / 血液型：AB型 / 年齢：98歳
昼夜逆転の生活をおくる酒好きの青年。紫の髪でヒールのロングブーツを履いている。
フローリス
声 - 保住有哉
身長：162cm / 体重：55kg / 誕生日：8月7日 / 血液型：O型 / 年齢：17歳
両親思いな優しい少年。内股で引っ込み思案。
アンカー
声 - 太田一騎
身長：175cm / 体重：57kg / 誕生日：1月10日 / 血液型：A型 / 年齢：15歳
努力家の弓使い。緑の髪で高身長に憧れている。
ヴァイエン
声 - 清里孝也
身長：158cm / 体重：45kg / 誕生日：10月2日 / 血液型：B型 / 年齢：486歳
インドア派の図書館長。目が大きい。
クアーズ
声 - 生駒光祐
身長：165cm / 体重：49kg / 誕生日：6月7日 / 血液型：O型 / 年齢：62歳
気まぐれな占い師。狐の耳を持つ。
コロナ
声 - 渡辺紘
身長：178cm / 体重：67kg / 誕生日：12月2日 / 血液型：B型 / 年齢：27歳
他者との交流に無関心な猟師。蝙蝠のような羽をもつ。
バド
声 - 室元気
身長：183cm / 体重：74kg / 誕生日：4月22日 / 血液型：A型 / 年齢：28歳
思慮深い古書店の主人。黒白のツートンカラーの翼がある。
ウルケル
声 - 木村昴
身長：152cm / 体重：13kg / 誕生日：6月13日 / 血液型：AB型 / 年齢：32歳
独自のダンディズムを持つ薬剤師。一つ目でゲル状になれる。サタンと似ているが体色が黄緑。